# Le Maître de poste (film, 1955)
Pour les articles homonymes, voir Le Maître de poste.
Pour plus de détails, voir Fiche technique et Distribution.
Le Maître de poste (Dunja) est un film autrichien réalisé par Josef von Báky, sorti en 1955.
Il s'agit d'une adaptation très libre de la nouvelle Le Maître de poste d'Alexandre Pouchkine.

## Synopsis
Dunja vivait avec son père, le maître de poste, dans une région russe clairsemée. Les voyageurs viennent pour les chevaux puis s'en vont. En voyant son père vieillir, Dunja n'avait plus l'envie de vivre ici. De temps en temps, le maître de poste trouve quelqu'un pour écouter l'histoire de sa fille bien-aimée. Aujourd'hui, de la voiture descend un officier qui prend une chambre. Il se demande comment il a connu le vieil homme. Il voit clair quand il prononce le nom de Dunja. L'officier Mitja a eu une grande histoire d'amour avec elle.
Dunja était d'une beauté extraordinaire, et beaucoup d'hommes sont tombés amoureux d'elle au premier regard. Un jour, le capitaine Minski entre dans le petit bureau de poste et est également fasciné par la jeune femme. Il lui demande de venir avec lui à Saint-Pétersbourg. Pour le maître de poste infortunée, le noble épousera sa Dunja, aussi laisse-t-il faire.
La nouvelle vie de Dunja paraît d'abord magnifique. Minski accomplit tous ses souhaits et la comble de cadeaux. Mais il ne veut plus entendre parler du mariage avec Dunja. Il lui explique la différence de classes et qu'un mariage avec la fille d'un maître de poste simple serait préjudiciable à sa carrière. Elle fait le tour des officiers, aucun ne lui montre de l'attention, en tout cas pas autant qu'elle a pu en connaître. Puis elle rencontre le Fähnrich Mitja qui lui avoue ses sentiments et que Dunja aime aussi sincèrement. Elle trouve refuge auprès de son ancienne voisine Elisabeth, pour commencer une nouvelle vie. Mitja ne lui propose pas la vie que lui a proposée Minski.
Le maître de poste se rend à Saint-Pétersbourg pour voir la nouvelle vie de sa fille. Il quitte son bureau de poste pour la première fois afin de se rendre dans la ville lointaine. Quand elle apprend que son père vient, elle ne voit qu'un moyen de s'en sortir et se tourne vers Minski. Mais il n'a aucune envie de jouer la comédie ou de se marier. Mais le maître de poste se laisse prendre et est heureux. Le dîner est presque terminé quand trois officiers font leur entrée, dont Mitja qui voit sa Dunja mariée et lui demande des explications. Il rompt avec Dunja. Le maître de poste n'a pas remarqué l'incident. Il repart le lendemain matin avec le sentiment fier que sa fille fait partie de la haute société. Mais elle se suicide peu après ; son père n'y croit pas, il croit même que Dieu a pris de sa fille parce qu'il était trop fier d'elle. Lorsque le maître de poste termine son récit et s'endort avec un sourire sur ses lèvres, Mitja se dresse mélancoliquement et ferme doucement la porte derrière lui.

## Fiche technique
- Titre original : Dunja
- Titre français : Le Maître de poste[1]
- Réalisation : Josef von Báky assisté de Wolfgang Glück
- Scénario : Emil Burri, Johannes Mario Simmel
- Musique : Alois Melichar
- Costumes : Edith Almoslino
- Photographie : Hannes Staudinger, Günther Anders
- Montage : Herma Sandtner
- Production : Herbert Gruber
- Société de production : Sascha-Film
- Société de distribution : Sascha-Film
- Pays d'origine :  Autriche
- Langue : allemand
- Format : Couleur - 1,37:1 - Mono - 35 mm
- Genre : Drame
- Durée : 99 minutes
- Dates de sortie :
  -  Allemagne : 22 décembre 1955.
  -  Pays-Bas : 6 juillet 1956.
  -  Finlande : 17 août 1956.
  -  France : 20 août 1958[1].

## Distribution
- Eva Bartok : Dunja
- Ivan Desny : Minski
- Karlheinz Böhm : Mitja
- Walter Richter : Le maître de poste
- Maria Litto : Macha
- Eva Zilcher : Elisabeth
- Otto Wögerer : Sergueï
- Hanns Ernst Jäger (de) : Oseip
- Lotte Medelsky (de) : La vieille femme
- Waldemar Leitgeb : Le prince Wlow
- Hannes Schiel : Alexeï
- Bruno Dallansky : Piotr
- Otto Schenk : Sacha
- Ernst Meister : Le premier Fähnrich
- Jörg von Liebenfelß (de) : Le deuxième Fähnrich
- Georg Hartmann : Le maître de maison
- Kurt Müller-Böck : Étienne, officier

## Source de la traduction
- (de) Cet article est partiellement ou en totalité issu de l’article de Wikipédia en allemand intitulé « Dunja (1955) » (voir la liste des auteurs).